# Stenpikker
Stenpikker (Oenanthe oenanthe, også kaldet digesmutte) er en 15 centimeter stor spurvefugl, der findes udbredt i åbne områder med sten og lav vegetation i store dele af Europa, Asien, Nordafrika, Grønland og det nordligste Nordamerika. Arten lever især af insekter, der fanges både i luften og på jorden. I Danmark yngler den spredt over hele landet ved stendiger, grusgrave eller byggepladser, især langs kysterne. Det er en trækfugl og de danske fugle samt de fleste andre bestande overvintrer i Afrikas sahelområde. Ynglebestanden er vurderet som sårbar på den danske rødliste.
Fjerdragten er forskellig for de to køn. Hanner i yngledragt har grå isse og ryg, en sort tegning gennem øjet og sorte vinger. Undersiden er lys med svagt rustfarvet bryst. Hunner og hanner udenfor ynglesæsonen har en blegere, brunlig fjerdragt. Karakteristisk for alle dragter er en hvid overgump og en haletegning, der ligner et omvendt sort T, idet halens sider mod basis er hvide. Stenpikker kendes i øvrigt på ofte at have en opret holdning og at slå med halen. Kaldet er en hård lyd som når to sten slås mod hinanden.